# فرضاخ
الفِرْضَاح أو الهاكية أو الهاكيا (الاسم العلمي: Hakea) هو جنس نباتي يتبع فصيلة البروطية من رتبة البروطيات.

## من أنواع الهاكيا
- فرضاخ إصبعي (باللاتينية: Hakea dactyloides)
- فرضاخ محدودب (باللاتينية: Hakea gibbosa)
- فرضاخ صفصافي (باللاتينية: Hakea salicifolia)
- فرضاخ حريري (باللاتينية: Hakea sericea)
- فرضاخ عطر (باللاتينية: Hakea suaveolens)